# Chantaisee

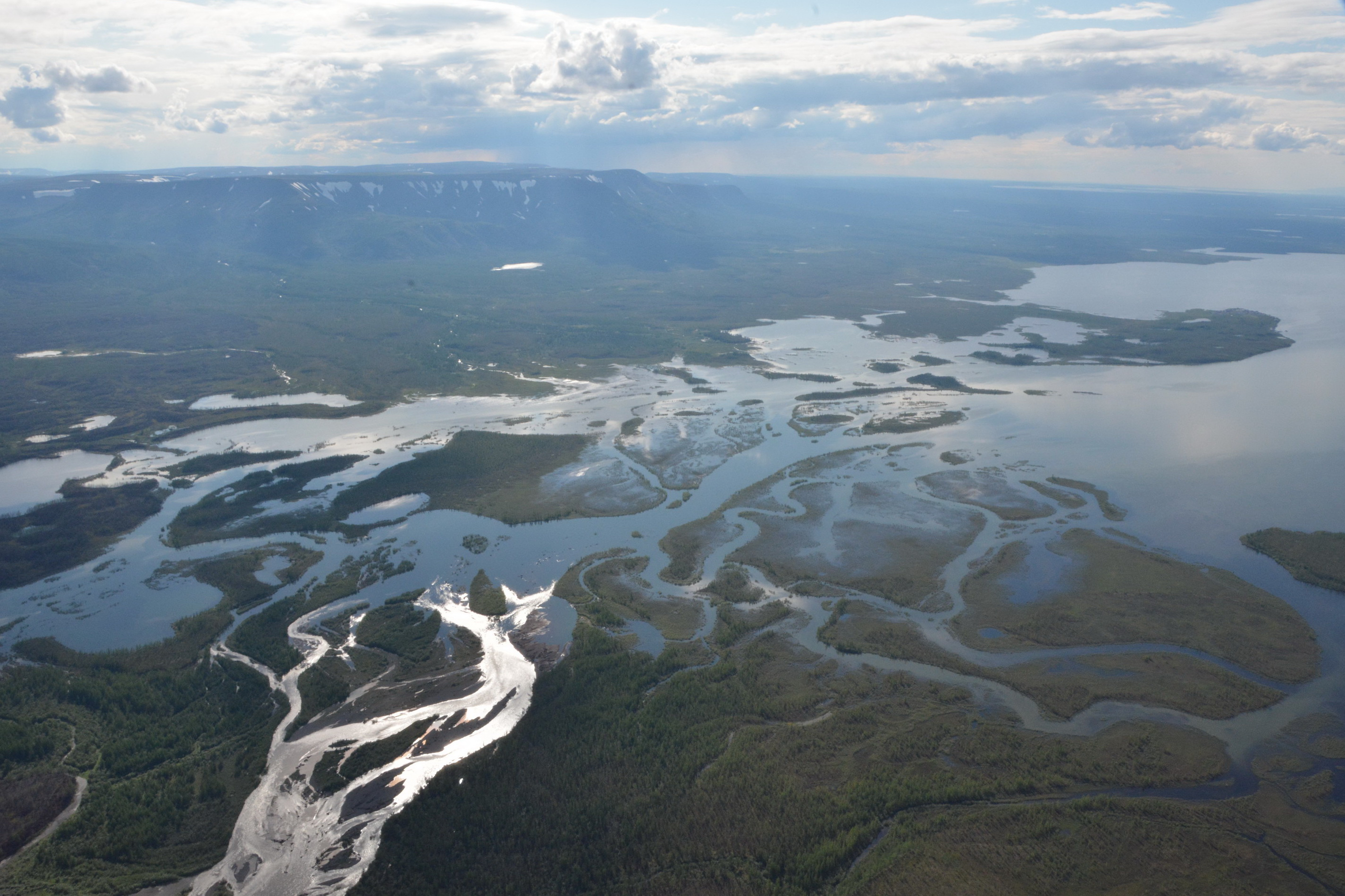
Chantaisee (2014)

Der Chantaisee (russisch Хантайское озеро, Chantaiskoje Osero), in einigen Quellen auch Großer Chantaisee (Большое Хантайское озеро) oder Kutarmosee (озеро Кутармо) genannt, ist ein etwa 822 km² großer See an der Chantaika im Putoranagebirge, dem Nordwestteil des Mittelsibirischen Berglands, gelegen jeweils im Autonomen Kreis Taimyr, im Norden der Region Krasnojarsk, von Sibirien und Russland (Asien). Mit 420 m ist er nach dem Baikalsee der  zweittiefste See Russlands.

## Geographische Lage
Der Chantaisee liegt im Mittel knapp 200 km nördlich des nördlichen Polarkreises in den Westausläufern des Putoranagebirges (max. 1701 m), wo er sich in West-Ost-Richtung am östlichen Jenissei-Zufluss Chantaika erstreckt. Nach Westen fällt die Landschaft über den Kleinen Chantaikasee und Chantaikastausee, teils mit Hügellandschaft, allmählich in die Ostausläufer des Westsibirischen Tieflands ab. 
Der Chantaisee befindet sich auf etwa 65 m in einer schmalen tektonischen Senke. Er ist über 100 km lang und bis zu 13 km breit. Besonders im Ostteil erinnert die Landschaft, wie bei den meisten Seen im Putoranagebirge, mit ihren zu beiden Seiten steil ansteigenden, über 1000 m und östlich seiner Ostarme bis 1262 m hohen und im Gipfelbereich zumeist abgeflachten Bergen, an Fjorde.
Der Chantaisee wird von der etwa in Ost-West-Richtung verlaufenden Chantaika durchflossen, die anschließend unter anderem durch den gleich hoch gelegenen Kleinen Chantaikasee und durch den etwa 60 m hoch liegenden Chantaikastausee fließt, um letztlich in den Jenissei zu münden. Zu den in den See mündenden Bächen gehören: Irbe, Kutaramakan, Nalednaja, Edyngde und Chakantscha.
Auf einer Halbinsel am Südwestufer des Chantaisees, nahe der Einmündung der von Südosten kommenden Chakantscha, liegt das Dorf Chantaiskoje Osero. Ansonsten sind die Seeufer unbesiedelt.

## Erforschung
Der Chantaisee und seine Umgebung wurden während Expeditionen vom russischen Forscher Alexander Sotnikow (1891–1920) im Jahr 1915 und vom russisch-sowjetischen Geologen und Polarforscher Nikolai Urwanzew (1893–1985) im Jahr 1919 erforscht.

## Klima, Flora und Fauna
Die Region des Chantaisees liegt im Bereich des Permafrostbodens. Der See ist alljährlich von Oktober bis Juni oder Juli von Eis bedeckt. An seinen Ufern gedeihen boreale Nadelwälder (Taiga) und auf den Bergen seiner Umgebung herrscht die Tundra mit ihren Moosen und Flechten. Im fischreichen See leben zum Beispiel Barschfische, Hechte, Lachsfische.